# منهج عبر الحدودية
منهج عبر الحدودية هو برنامج بحثي أكاديمي وظاهرة اجتماعية نشأت من التواصل المتزايد بين الناس وتراجع الأهمية الاقتصادية والاجتماعية للحدود بين الدول القومية.
أصبح تعبير «عبر الحدودية» شائعًا في بداية القرن العشرين من خلال الكاتب راندولف بورن الذي استخدمه لوصف طريقة جديدة للتفكير في العلاقات بين الثقافات. ومع ذلك، المصطلح نفسه صِيغ من قبل زميل له في الكلية. ينص قاموس ميريام ويبستر على أن عام 1921 كان العام الذي أُدرج فيه مصطلح «عبر الحدودية» لأول مرة في منشوراته، كان هذا الحدث بعد وفاة بورن.
تنطوي عبر الحدودية كعملية اقتصادية على إعادة تنظيم عالمية لعملية الإنتاج، والتي يمكن أن تتم فيها المراحل المختلفة لإنتاج أي منتج في مختلف البلدان، ويهدف ذلك عادة إلى تقليل التكاليف. تم حثّ عبر الحدودية الاقتصادية، والمعروفة باسم العولمة، في النصف الأخير من القرن العشرين من خلال تطور الإنترنت والاتصالات اللاسلكية، فضلا عن انخفاض تكاليف النقل العالمية الناتجة عن نظام النقل بالحاويات. يمكن اعتبار الشركات متعددة الجنسيات شكل من أشكال عبر الحدودية، بكونها تسعى إلى خفض التكاليف، وبالتالي تحصيل الحد الأقصى من الأرباح، عن طريق تنظيم عملياتها من خلال أكثر الوسائل الممكنة فعالية بغض النظر عن الحدود السياسية.
يحاول أنصار الرأسمالية العبر حدودية تسهيل تدفق الأفراد والأفكار والسلع بين المناطق. ويعتقدون أن لهذه العملية أهمية متزايدة في النمو السريع للعولمة الرأسمالية. يجادلون بأنه من غير المنطقي ربط حدود الدولة القومية مع القوى العاملة المهاجرة على سبيل المثال والشركات المعولمة وتدفق الأموال على الصعيد العالمي، وتدفق المعلومات على الصعيد العالمي، والتعاون العلمي العالمي. ومع ذلك جادلت النظريات النقدية لعبر الحدودية بأن الرأسمالية عبر الحدودية قد حدثت من خلال زيادة احتكار ومركزية رأس المال من قبل المجموعات الرائدة المسيطرة على الاقتصاد العالمي ومختلف تكتلات القوى. جادل الباحثون الناقدون للرأسمالية العالمية (وأزماتها البيئية العالمية والتفاوت الناتج عنها) بدلاً من منهج عابرٍ للحدود من الأسفل بين العمال والتعاونيين بالإضافة إلى الحركات الشعبية الاجتماعية والسياسية.
غذى منهج عبر الحدودية كمفهوم ونظرية وتجربة العلوم الاجتماعية بأدبيات مهمة. في الممارسة العملية، يشير منهج عبر الحدودية إلى التكامل الوظيفي المتزايد للعمليات التي تتخطى الحدود أو بالنسبة إلى بعض العلاقات الأخرى العابرة للحدود سواء بين الأفراد أو الجماعات أو الشركات وإلى عمليات التعبئة خارج حدود الدولة. يتفاعل الأفراد والجماعات والمؤسسات والدول مع بعضهم البعض في فضاء عالمي جديد ويتم الجمع بين الخصائص الثقافية والسياسية للمجتمعات الوطنية مع ظهور أنشطة متعددة المستويات ومتعددة جنسيات. منهج عبر الحدودية هو جزء من عملية العولمة الرأسمالية. يشير مفهوم عبر الحدودية إلى روابط وتفاعلات متعددة تربط الناس والمؤسسات عبر حدود الدول القومية. على الرغم من أن الكثير من الأدبيات الحديثة قد ركزت على الاحتجاج الشعبي باعتباره شكل من أشكال الفعالية عبر الحدودية، إلا أن بعض الأبحاث لفتت الانتباه إلى الشبكات السرية والإجرامية، وكذلك المقاتلين الأجانب، باعتبارهم أمثلة على الشكل الأوسع من أشكال منهج عبر الحدودية.
جادل البعض بأن الشتات، مثل الصينين المقيمين فيما وراء البحار، يمثل مقدمة تاريخية لمنهج عبر الحدودية الحديثة. ومع ذلك، على عكس بعض الأشخاص الذين يعيشون حياة عابر للحدود، فإن معظم الشتات لم يكن ذلك بإرادتهم. إن مجال سياسة الشتات لا يعتبر أن الشتات الحديث لديه القدرة على أن يكون طرفًا سياسيًا فاعلًا عبر حدودي. بينما يؤكد مصطلح «عبر الحدودية» على الطرق التي لم تعد فيها الأمم قادرة على احتواء أو السيطرة على النقاشات والمفاوضات التي تضيف من خلالها المجموعات الاجتماعية إلى ممارساتها الهادفة بعدًا عالميًا، إن فكرة الشتات تجلب إلى المقدمة الديناميات العرقية الكامنة وراء التقسيم الدولي للعمل والاضطرابات الاقتصادية لرأس المال العالمي. ادعت أسال أنجيل أجاني في مقال نشر في عام 2006، أن «هناك إمكانية في دراسات الشتات للابتعاد عن الخطاب السياسي المنقح الذي يحيط بالدراسات لمنهج عبر الحدودية». نظرًا لأن دراسات الشتات الإفريقي ركزت على التكوين العرقي والعنصرية وسيادة البيض، فإن نظرية الشتات لديها القدرة أن تقدم لمنهج عبر الحدودية «منظورًا سياسيًا متنوعًا، بحال لم يكن متطرفًا سياسيًا، لدراسة عمليات منهج عبر الحدودية والعولمة».

## ما هو الذي يقود/يحرك منهج عبر الحدودية
حاولت المناهج المختلفة شرح هذه النقطة. يجادل البعض بأن المحرك الرئيسي لمنهج عبر الحدودية هو تطور التقنيات التي جعلت النقل والاتصالات أكثر توفرًا وبأسعار معقولة، وبالتالي تغيير العلاقة بين الناس والأماكن بشكل كبير. أصبح بإمكان المهاجرين الآن الحفاظ على اتصال أوثق وبوتيرة أعلى مع مجتمعاتهم الأصلية أكثر من أي وقت مضى. ومع ذلك، فإن دمج الهجرات الدولية مع المستقبل الديمغرافي للعديد من البلدان المتقدمة محركًا مهمًا آخر لمنهج عبر الحدودية. وإلى جانب سد الحاجة إلى العمال ذوي الأجور المنخفضة، تملأ الهجرة أيضًا الفجوات الديموغرافية الناجمة عن انخفاض عدد السكان الطبيعيين في معظم البلدان الصناعية. تشكل الهجرة حاليًا 3/5 من مجمل النمو السكاني في الدول الغربية. ولا يُبدي هذا الاتجاه أية علامات للتراجع. علاوة على ذلك، فإن التحولات السياسية العالمية والأنظمة القانونية الدولية الجديدة أضعفت من اعتبار الدولة كمصدر شرعي وحيد للحقوق. إن إنهاء الاستعمار، إلى جانب سقوط الشيوعية وسيطرة حقوق الإنسان، قد أجبر الدول على معاملة الأفراد كمجرد أفراد، بدلاً من أن يكونوا مواطنين. نتيجة لذلك، يتمتع الأفراد بحقوق بغض النظر عن ماهي جنسيتهم داخل بلد ما. يجادل آخرون، من خلال النهج الماركسي الجديد، بأن العلاقات الطبقية عبر الحدودية قد نشأت وحدثت بالتزامن مع التطورات التنظيمية والتكنولوجية الجديدة وانتشار سلاسل الإنتاج والتمويل عبر الحدودية.

## مقالات ذات صلة
- عابر للحدود